# Just Dance 2016
Just Dance 2016 is een muziekspel uitgebracht door Ubisoft voor de PlayStation 3, PlayStation 4, Wii, Wii U, Xbox 360 en Xbox One. Het is het vervolg op Just Dance 2015. Het spel werd in Noord-Amerika uitgegeven op 20 oktober 2015 en in Europa op 22 oktober 2015.
Just Dance 2016 bevat 43 nieuwe muziektitels. Tevens was er de mogelijkheid om de bewegingssensor van een smartphone te gebruiken tijdens het dansen. De mobiele app introduceerde ook een abonnementsdienst voor het dansen op oudere nummers in de spelserie.
Het spel ontving gemiddelde recensies en heeft op verzamelsite Metacritic scores van 73% en 66% voor respectievelijk de PlayStation 4 en Xbox One. Kritiek op dit spel was het gebrek aan afwisseling en keuze van de muzieknummers.